# Salvaje (álbum de Bulldog)
Salvaje es el sexto álbum de estudio de la banda argentina de punk rock Bulldog.

## Descripción
Editado en 2007 y el primero sin el baterista original Luis "bebe" Gindre, que dejó la banda en 2006.

## Lista de canciones
1. Corazón de metal
2. Un, dos, tres...
3. Más y más
4. Un día mejor
5. Antigil
6. Resistir luchando
7. Por volver
8. Un domingo en Madrid
9. Los nuevos hijos del rock
10. Mi santo en llamas
11. Fuerza y pasión
12. Apocalipsis
13. La historia de Ramón
14. Tierra adentro